# Länsväg 121
Länsväg 121 går sträckan Lönsboda – Loshult.
Sträckan ligger i Skåne län. Längden är 18 km.

## Anslutningar
|  | Nr | Namn     | Skyltning                       |
|  | -- | -------- | ------------------------------- |
|  |    | Lönsboda | Halmstad, Karlshamn, Broby, Ryd |
|  |    | Loshult  | Växjö, Hässleholm               |

## Historia
Vägen gick till 2013 sträckan Pukavik – Olofström – Lönsboda – Loshult men förkortades i och med att sträckan Pukavik - Lönsboda blev riksväg 15.
Vägen Pukavik - Loshult fick nummer 75 när vägnummer infördes på 1940-talet. Numret blev 121 vid reformen 1962.